# Joaquín de Montserrat
Joaquín Juan de Montserrat y Cruillas, I marqués de Cruillas, (Valencia, 26 de junio de 1700–ibídem, 21 de noviembre de 1771) fue un noble, militar y gobernador imperial español, que ocupó el cargo de 44.º Virrey de Nueva España.

## Biografía
Fue hijo de Vicente José Felipe Montserrat y Crespí de Valldaura, y de María Vicenta de Cruillas y Alfonso, de quienes heredó los señoríos de Benialfaquí, Catamarrúa y Llombo, mientras que el marquesado de Cruillas le fue concedido en Nápoles por Carlos III de España siendo soberano de aquel estado. A los diez años le fue concedido el hábito de caballero de la Orden de Montesa.
Ingresó en las Guardias Españolas de Infantería como cadete. Participó en las campañas de la guerra con Francia en 1719, la campaña de Navarra en 1720, la defensa de Ceuta de 1721, el asedio a Gibraltar de 1727 o la campaña de Italia y Sicilia (1733-1735) en la que se sucedieron los sitios de Castel dell'Ovo, San Telmo, Gaeta, Mesina, Siracusa, Trapani y otros.
El 24 de marzo de 1735 el rey Carlos III le concedió el Marquesado de Cruillas, por los servicios prestados en las guerras de Italia. Continuó allí su labor militar participando en otras campañas hasta 1751, que fue nombrado gobernador militar de Badajoz, y finalmente le elevó a teniente general de Aragón en 1754.

## Virrey de Nueva España
El 9 de mayo de 1759 el recién coronado Carlos III le nombró 44.º Virrey de Nueva España, siendo su primer nombramiento de virrey. Su mandato se caracterizó por una constante falta de dinero, que tras varios préstamos a nobles y comerciantes consiguió superar.
En el aspecto militar, reprimió una rebelión en Yucatán, y dirigió un ataque naval contra el puerto de La Habana, ocupado por los ingleses, a quienes consiguió echar.
Como consecuencia de la Guerra de los Siete Años (1756–1763), el rey Carlos III decidió reformar y reforzar la estructura militar en Indias. Para el caso de Nueva España nombró como comandante general de las armas e inspector general a Juan de Villalba, quien arribó a Veracruz a finales de 1764. A la par llegó el Regimiento de Infantería de América, originario de Alicante. Villalba, desde un principio, tuvo una relación tirante con el virrey, teniendo desacuerdos en la organización y formación de la tropa. Además Villalba se tomaba atribuciones que eran exclusivas del virrey. La formación de milicias provinciales, para lo cual se empadronaba a todos los súbditos no indígenas, trajo problemas y revueltas de la población.
Al mismo tiempo, en 1764 Cayetano María Pignatelli Rubí Corbera y Saint Climent, marqués de Rubí,  fue enviado a inspeccionar las fuerzas militares en al frontera norte y propuso un completo plan de reorganización de los "presidios" o fortines de Texas, Nuevo México y Sonora.
El virrey también tuvo conflictos con el visitador general José de Gálvez, enviado para inspeccionar los tribunales, la Real Hacienda, y establecer el estanco del tabaco, debido a que intervenía en asuntos que tradicionalmente habían sido competencia virreinal. Estos conflictos causaron finalmente la remoción del virrey. A su retorno en España enfrentó un juicio de residencia durante siete años, en el que fue acusado de fraude a la Real Hacienda. Finalmente fue absuelto, y el rey le concedió las baronías de Planes y Patraix.
Falleció en su ciudad natal el 21 de noviembre de 1771.
| Predecesor: Francisco Cagigal de la Vega | Virrey de Nueva España 1760 - 1766 | Sucesor: Carlos Francisco de Croix |